# .tz
Pour les articles homonymes, voir tz.

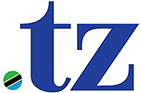
Logo de .tz, le domaine Internet de premier niveau pour la Tanzanie

.tz est le domaine de premier niveau national (country code top level domain : ccTLD) réservé à la Tanzanie. Il est géré par l'université de Dar es Salam. Le domaine a été introduit en 1995.